# Emil Rye
Carl Edvard Emil Rye (25. marts 1820 – 15. april 1890) var en dansk fotograf og en meget benyttet portrætfotograf i anden halvdel af 1800-tallet.
Ryes var søn af forpagter Ole Rye og Marie Frederiche Bendz, hans bedstefar var borgmester Martin Bendz og blandt hans onkler var blandt andet Wilhelm Bendz. Han karriere begyndte i Odense, hvor han overtog Dinesen & Salchovs fotografiske forretning. 1861-62 var han i Aarhus, og han må også have været i Viborg, hvor han i 1863 tog billeder af Viborg Domkirke. 1865 blev han medlem af Dansk Photographisk Forening og samme år vandt han sølvmedalje ved industriudstillingen for Fyens Stift i Odense.
Senere flyttede han sin forretning til København, hvor han var aktiv i årene 1872-1887 under navnet E. Rye & Co. Kompagnonen var Emil Hohlenberg, men 14. september 1876 blev Rye enehaver igen, og Hohlenberg startede for sig selv den 26. september samme år.
Han modtog Den Kongelige Belønningsmedalje i guld.